# Покровський Олексій Іванович
Покровський Олексій Іванович (11 березня 1868 — 14 вересня 1928) — російський та радянський український історик-класик, професор Історико-філологічного інституту князя Безбородька та Університету святого Володимира в Києві, співробітник Всеукраїнської Академії Наук.

## Дитинство та юність
Народився О. Покровський 11 березня (ст. стилю) 1868 року в С.‑Петербурзі в родині спадкових дворян. По закінченню класичної гімназії він всупив до С.‑Петербурзького університету на історико-філологічний факультет. Під час навчання О. Покровський виявив інтерес до історії стародавньої Греції. Видатну роль у формуванні майбутнього вченого відіграв відомий професор всесвітньої історії Федір Федорович Соколов. За кваліфікаційну роботу «Про оракулы Асклепия» О. Покровський отримав золоту медаль. Маючи наукову вартість праця була опублікована під назвою «Древнегреческие святыни-лечебники» в науково-популярному часописі «Колосья». По закінченні навчання О. Покровського залишили при університеті для підготовки до професорського звання. З 1892 р. по успішному складанні усних магістерських іспитів з всесвітньої та руської історії, а також політичної економії, протягом двох років він читав лекції з давньої історії на посаді приват-доцента С.‑Петербурзького університету.

## Перший Ніжинський період

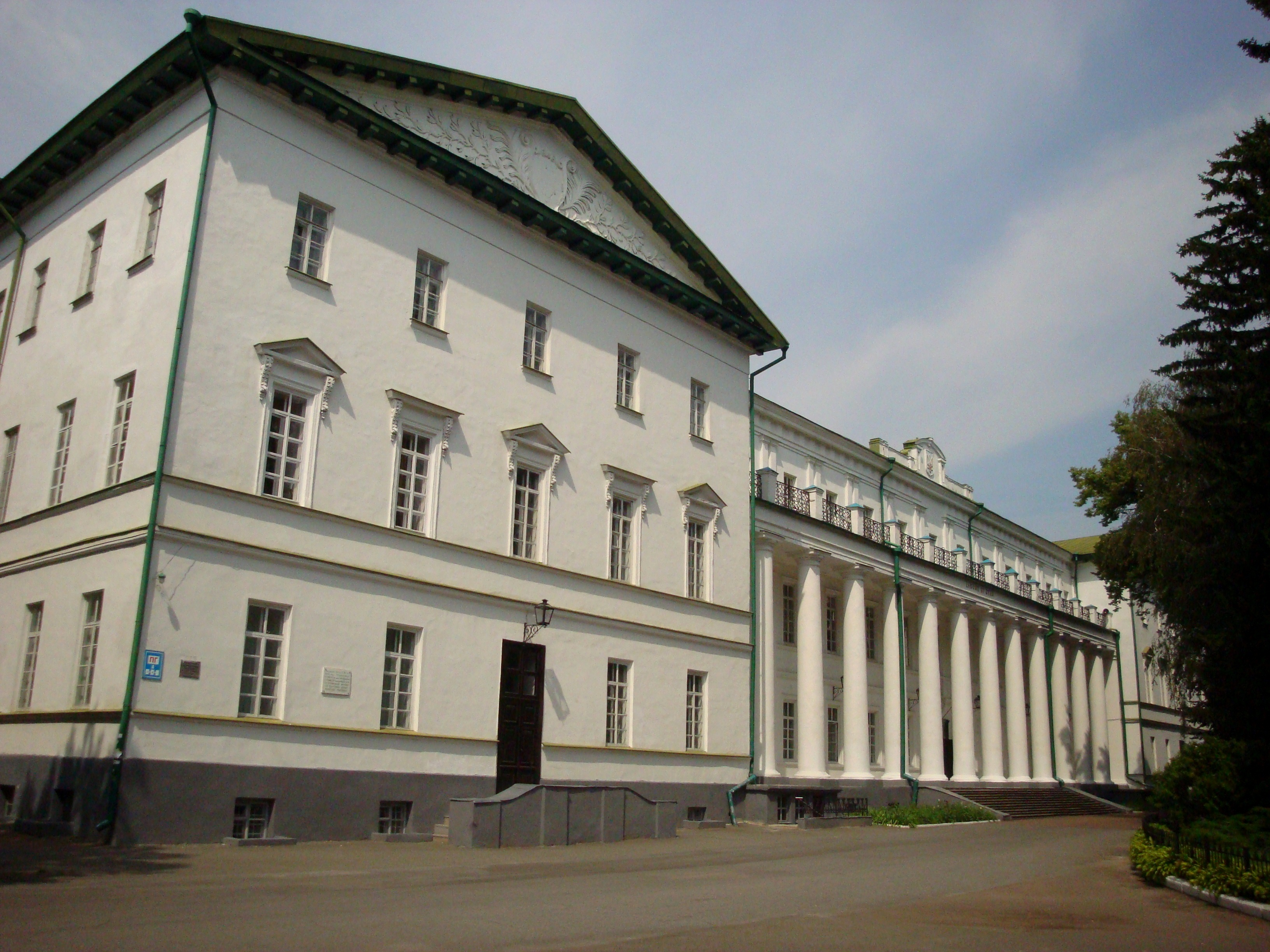
Інститут князя Безбородька в Ніжині

В 1894 році в Історико-філологічному інституті князя Безбородька відкрилась вакантна посада екстраординарного професора по кафедрі всесвітньої історії. На заміщення цієї посади Конференцією інституту був оголошений конкурс, за результатами якого 12 березня 1894 року на звільнену посаду Конференція інститут обрала О. Покровського. З переходом О. Покровського у Ніжин в Інституті князя Безбородька продовжувалась історіографічна традиція С.‑Петурбурзького антикознавства, що була створена М. Куторгою і розвинена Ф. Соколовим, а в Ніжин її переніс перший викладач всесвітньої історії в Інституті князя Безбородька професор Петро Люперсольський. Відтак Ніжин став, de facto, своєрідним філіалом провідної на той час в Російській імперії С.‑Петурбурзької античної школи.
У Ніжині Олексій Покровський знайшов і своє особисте щастя — 1896 року він одружився з донькою дійсного статського радника Ольгою Костянтинівною Тоциною. В Ніжині, окрім достатнього матеріального забезпечення, в перший і другий періоди Покровські були забезпечені й казенним житлом — вони проживали в інститутській квартирі, окреме помешкання вони знімали лише в Києві, на вулиці Банкова, 11.
Протягом перших трьох років вчений викладав всесвітню історію разом зі своїм старшим колегою П. Люперсольським. По виході останнього у відставку, на його місце прийшов відомий учений-класик Є. Щепкін, який, проте, вже через рік перейшов у Новоросійський університет. Таким чином викладання предмета в «традиціях» П. Люперсольського зосередилось в руках одного професора, цього разу Олексія Покровського.
Проте учню Ф. Соколова в Ніжині було затісно. Він постійно їздить по відрядженнях — до Києва чи Харкова, то на малу батьківщину в С.‑Петербург, що, окрім праці над написанням магістерської дисертації, було пов'язано і з особистими мотивами. Зосередження роботи над дисертацією змусило О. Покровського покинути 1898 року й посаду вченого секретаря інституту (на якій він був з 2 травня 1895 р.).

## Київський період
З початку 1900‑х років О. Покровський вів листування з Т. Флоринським про можливість переходу в Київський університет св. Володимира. Бажання О. Покровського було задоволено і з 1 липня 1905 р. він був допущений до читання лекцій як приват-доцент в університеті св. Володимира. Хоча з переходом у київський університет професор втратив у грошах, його новий оклад був у розмірі 2000 крб., на відміну від 2400 крб. ніжинських.
Однак перебравшись до Києва, О. Покровський не пориває зв'язків з Ніжином. Ще в часи служби професора в Інституті князя Безбородька в Ніжині склалась своєрідна наукова «ніжинська трійця» — М. Бережков, І. Турцевич та О. Покровський. Центральною фігурою трійці був професор руської історії М. Бережков, до якого й примикало двоє античників. Саме це коло постійно й фігурує в листах О. Покровського та М. Бережкова. Не «поривається» воно і по смерті О. Покровського, що простежується в листах жружини професора Ольги Покровської до ніжинського «патріарха» М. Бережкова.

## Другий Ніжинський період
Після більшовицького перевороту 1922 р. О. Покровський через матеріальну кризу, породжену більшовицьким режимом, повертається до Ніжина на посаду професора Ніжинського інституту народної освіти. З часом він стає дійсним членом і керівником секції античної культури ніжинської науково-дослідної катедри історії культури та мови. Проте не покидає наукових зв'язків і з Києвом. Паралельно з викладанням в НІНО вчений посідає посаду дійсного члена Марксо-Ленінської катедри при Українській Академії наук в Києві, а також працює співробітником і членом-кореспондентом Академії. О. Покровського висувають на академіка ВУАН, та передчасна смерть завадила тому здійснитись.
Умови життя 20‑х років XX ст. були складними. Уряд неодноразово приймав декрети про покращення умов життя інтелігенції. Під опіку Всеукраїнського комітету сприяння вченим у Ніжині потрапило 34 особи, в тому числі і професор О. Покровський. Однак, у стилі радянської держави пайок часто затримувався, постійно скорочувався, а то й взагалі не видавався. Задекларованого ж забезпечення паливом по Ніжину взагалі не було. Періодично професор отримував і грошову допомогу, наприклад, у 1923 році він отримав 1640 крб. (що в умовах тогочасних цін та інфляції мало чим допомагало). Таким чином, попри всі радянські «подачки», секція наукових робітників неодноразово була змушена звертатись про відновлення додаткового академзабезпечення. В таких умовах була змушена вийти на роботу в Інституті на посаду вчительки музики в 1924 році дружина професора — Ольга Костянтинівна, на якій пропрацювала до смерті чоловіка, коли переїхала на Слобідку під Києвом.
Саме в цей час О. Покровський розгорнув активну наукову діяльність, мав намір повернутись до Києва, та передчасна смерть (14.09.1928) не дала змоги здійснитись задумам вченого.

## Наукова спадщина
Науковий доробок О. Покровського незначний. Більшість праць вийшли в останні роки життя вченого, багато лишилось неопублікованим. Причина цього, на думку К. Штепи, полягає в тому, що Олексій Іванович «ставився до себе надзвичайно суворо, вважав за необхідне перевіряти не то що кожний факт, а кожне своє слово, кожну риску, перевіряти всебічно, нічого не залишати недоведеним, непідтвердженим джерелами» [35]. Такий дуже скрупульозний, інколи до дріб'язковості, підхід до своєї роботи позначився навіть на зовнішньому вигляді його праць, в яких кидається у вічі вражаюча невідповідність між обсягом тексту і посиланнями. Більшість інформації професор зосереджував саме у посиланнях, які інколи досягали розміру цілих сторінок. Така манера викладу викликала незадоволення і здивування критиків.
О. Покровський як учень Ф. Соколова був самостійним і оригінальним ученим, не перейняв він від свого учителя пристрасті до занять епіграфікою, натомість виявив інтерес до більш загальних тем, чого цурався його вчитель. Відтак О. Покровський, як зазначає Е. Фролов, «у будь-якому випадку це був достатньо оригінальний учений, який прагнув сказати своє слово в науці».
Як вчений О. Покровський був широко ерудований. Фактично, був інтердисциплінарним дослідником, як зазначав К. Штепа, «він був у такій же мірі істориком, як і філологом, соціологом і етнологом, що забезпечувало і ґрунтовність його висновків і широту поглядів». Інтерес до написання самостійних наукових робіт виявив О. Покровський ще в студентські роки в С. Петербурзькому університеті. Протягом 1887–90 рр. молодий вчений опублікував низку статей у науково-популярному столичному часописі «Колосья» (під різними псевдонімами — А. Ивановский та А. Каменецкий). У переважній більшості ці роботи стосувались вітчизняної історії XVIII та XIX ст. Дещо відособленою є розвідка зі всесвітньої історії нового часу «Германия в XVIII столетии».
В області ж античної історії — провідної теми життя — вчений дебютував критичними статтями, першою з яких була «Новые явления в области разработки древнегреческой истории», за чим послідувала рецензія на книгу В. Штеффера «Афинское гражданство и народное собрание», та особливо цікавою була його праця про Полібія з приводу книги Scala. Самостійним монографічним дослідженням в області античної історії була перероблена кваліфікаційна робота «Древнегреческие святыни-лечебницы».
Першою великою самостійною працею О. Покровського була магістерська дисертація «О красноречии у древних эллинов» з додатком до неї «К вопросу об основном характеристике древнеэллинского государства».
В «першій частині» дисертації — «О красноречии у древних эллинов» О. Покровський досліджував історію розвитку еллінського судового, політичного та епідейктичного красномовства. Розгляд теми вченим проведений у контексті розвитку суспільно-політичних та культурних умов, що спершу зумовили, а потім призвели до занепаду еллінського ораторського мистецтва. Паралельно з цим подає і власну теорію походження цього мистецтва: «Якщо еллінське політичне і судове красномовство розвинулось з гомерівської і гесіодівської αγορητύς, то красномовство епідейктичне розвинулось з пісні, яку гомерівські αοιδοί співають — інколи на агорі, але зазвичай за царським застільям — частувальним столом».
Друга праця, за визначенням самого ж автора, була «спробою намітити ті риси, з якими виступає на сцену історії держава у еллінів, риси, яким завжди залишалась вірною еллінська держава…». Основний висновок вченого зводиться до того, що «в основі своїй еллінська держава була завжди демократією, але вона була завжди демократією тільки в своїй основі, надбудови ж споруджувались на цій основі найрізноманітніші (як за задумом, так і за виконанням), але вони створювались завжди саме на цій основі…», далі вчений зазначає, що "ще важко засвоїти думку, що еллінська державність була демократією і тоді, коли вона була царством або монархією. Історія політичної влади в еллінів зводиться таким чином до послідовного розвитку цього демократичного моменту, як моменту основного.
Наступною великою працею О. Покровського була його докторська дисертація «О хронологии афинской истории VI ст. до Рождества Христова», написана в Київському університеті. Дисертація зустріла позитивну критику з боку провідних тогочасних вчених-античників, знову ж професора Харківського університету В. П. Бузескула та Є. Кагарова.
Та особливо незвичну як на себе пишучість виявив О. Покровський в останні роки свого життя. З побутового боку умови життя в 20 х роках XX ст. були дуже важкими, особливо для інтелігенції. Та в умовах виживання, щоб утриматись не те що на плаву, а взагалі в умовах біологічного виживання, вченому, природно, доводилось багато працювати. Враховуючи широку інституційну діяльність вченого, не дивним є і широкий спектр його праць.
В цей період безпосередньо своїй улюбленій античній темі вчений присвятив лише одну працю українською мовою «Геродот та Арістей». Результатом співпраці О. Покровського з Кабінетом арабо-іранської філології стала праця з історії античного письменства «Як ідеалізовано скитів у грецькому та римському письменстві».
Одним з «головних» напрямків діяльності вченого в останні роки життя, враховуючи умови «побудови комунізму», була праця по Катедрі Марксизму-Ленінізму. В цьому напрямку вченим була підготовлена і опублікована стаття «К третьей главе Коммунистического Манифеста. Заметки». Ця праця, в концепції О. Покровського, є спробою «співставити деякий матеріал для підготовчих робіт» до створення "майбутніх праць з генези соціалістичних ідей, явлених в III Маніфесті К. Маркса (вчений іде за Д. Б. Рязановим).
Та попри марксизм проф. О. Покровський лишається і надалі античником. Як симбіоз коньюнктури і покликання постала його праця «Proletarii Древнего Рима». Вчений досліджує термін через призму його використання в римській літературі, дає етимологічне та історичне пояснення його походження. Дослідник зазначав, що якщо в законах XII таблиць "Proletarii — це був юридичний термін, то через етап літературного та побутового вживання на кінець ΙΙ ст. до н. е. воно зникає з ужитку. Щодо власне «proletarius», то О. Покровський пояснює його через різницю між пролетарями та assidui. Цю різницю вчений вбачає в поземельних відносинах, які відігравали важливу роль в ранній римській історії, особливо епохи ΧΙΙ таблиць, коли і сформувалось уявлення, «що громадянину, для того щоб він був справжнім, досконалим громадянином, мало належати dominium ex jure Ouirit'um, що він мав бути pater familias, себто мати як сім'ю, так і familiam у значенні res mancipi — себто землю з помістям і живим та мертвим інвентарем. Саме громадянин, який мав таке господарство, і міг називатись adsiduus…». Однак, на думку вченого, не всі сини повноправних adsidui отримували власний шмат землі, а відтак ставали громадянами лише за народженням, тобто — неповноправними, безземельними — proletarii. З часом, в процесі розвитку римського суспільства пролетарії розчинились в інших суспільних групах — плебеїв, клієнтів, лібертинів.
В 1920 х рр., під впливом соціологічного школи М. Грушевського, активно залучаються до соціологічних досліджень історичні кадри України. Приділив одну працю проблемам емпіричної соціології і проф. О. Покровський. В своїй статті, присвяченій цій темі, «К истории общенародных повинностей», в якій вчений розглядає різноманітні громадські повинності в давній Україні. Серед них він виділяє різного роду фортифікаційні роботи, підводну та постову повинності тощо.
Останньою працею, що вийшла друком по смерті автора, була стаття О. Покровського «Про матеріалістичне розуміння історії в первісному його вигляді». Метою написання цієї праці, за висловом самого ж автора, було "зв'язати зміст деяких істотних текстів «Розділу про Фейербаха» (з «Німецької ідеології») зі змістом відповідних текстів інших творів його авторів. Відтак, як зазначає К. Штепа, за правилом Арістарха, «з'ясувати Гомера з Гомера» — себто Маркса й Енгельса з Марксом й Енгельсом.
Зовсім окремо стоїть праця О. Покровського «Шевченко і Кабе», що була написана на хвилі українізації, а опублікована лише 1927 р. Дослідник зупиняється лише на одному епізоді зі Щоденника Тараса Шевченка (подорож на пароплаві Вологою до Нижнього Новгорода), та порівнює його з текстом «Подорожі в Ікарію» Етьєна Кабе. Дану статтю назвати коньюнктурною навряд чи можна. Покровський цікавився Україною, знав українську мову, був автором підручника з географії України. Прикметно, що ще в 1910 році він окреслював Харків як територію саме України.

## Викладацька діяльність
Основним курсом, який читав Покровський в Інституті князя Безбородька, Київських вищих жіночих курсах, та в Університеті св. Володимира, була римська історія. Насамперед він зупинявся на викладі джерельної бази, до якої залучав навіть такі джерела, як географія та топографія Рима. Окремо професор розглядав твори античних авторів, та сучасну йому історіографію. Після чого і переходив до викладу матеріалу, що також вирізнялось надзвичайною деталізацією курсу. Серед видатних учнів Покровського можна назвати історика Наталю Полонську-Василенко.

## Праці
- Покровский А. И. Древнегреческие святыни-лечебники // Колосья. — Санкт-Петербург, 1890. — № 3. — С. 43–63; № 4. — С. 132—158.
- Покровский А. И. Новые явления в области разработки древнегреческой истории // Историческое обозрение. — 1890. — Т. 1. — С. 33.
- Покровский А. И. О хронологии афинской истории VI ст. до Рождества Христова. — К., 1915. — 139 с.
- Покровский А. И. О «Введении в историю Греции» проф. В. П. Бузескула: Реф. // Известия Историко-филологического института кн. Безбородко в Нежине. — 1904. — Т. 21. — С. 3–50.
- Покровский А. И. О красноречии у древних эллинов: Речь, произнесенная на годичном акте в Историко-филологическом институте кн. Безбородко 30 августа 1903 г. // Известия Историко-филологического института кн. Безбородко в Нежине. — 1904. — Т. 21. — С. 3–101.
- Покровский А. И. К вопросу об основном характере древнеэллинского государства. — Нежин, 1905. — 101 с.
- Покровський О. І. Геродот та Арістей // Юбілейний збірник на пошану акад. Д. І. Багалія. — К., 1927. — С. 322—340.
- Покровський О. І. Як ідеалізовано скитів у грецькому та римському письменстві [Архівовано 23 лютого 2017 у Wayback Machine.] // Записки історико-філологічного відділу УАН. — Кн. 10.
- Покровский А. И. К третьей главе Коммунистического Манифеста. Заметки // Записки Ніжинського інституту народної освіти. — 1927. — Кн. 7. — С. 139—177.
- Покровский А. И. Proletarii Древнего Рима // Записки Ніжинського інституту народної освіти. — 1927. — Кн. 7. — С. 16–44.
- Покровский А. И. К истории общенародных повинностей [Архівовано 23 лютого 2017 у Wayback Machine.] // Ювілейний збірник на пошану акад. М. С. Грушевського. — К., 1928.
- Покровський О. І. Про матеріалістичне розуміння історії в первісному його вигляді // Збірник заходознавства. — б.м., 1929.
- Покровський О. І. Шевченко і Кабе // Україна. — 1927. — Кн. 3. — С. 15–16.